# Kaprolaktám
A kaprolaktám, vagy pontosabban ε-kaprolaktám a laktámok közé tartozó szerves vegyület. A laktámok az amino-karbonsavak gyűrűs, belső amidjai. A kaprolaktám az ε-amino-kapronsav laktámja. Színtelen, kristályos, higroszkópos vegyület, jól oldódik vízben és bizonyos szerves oldószerekben (alkoholban, éterben). A ciklohexanon oximjának (ciklohexanan-oxim) Beckmann-átrendeződésekor képződik. Fontos műanyagipari alapanyag, először poliamidokat, majd további feldolgozás során műszálakat készítenek belőle.
A név a latin caper (kecskebak; izzadt hónaljszag) és lac (tej) szó összetételéből származik.

## Kémiai tulajdonságai
A kaprolaktám lúgos hidrolízisekor ε-amino-kapronsav képződik, ez a reakció ennek a vegyületnek a legcélszerűbb előállítási módja. Az ε-amino-kapronsav a legegyszerűbb ε-aminosav.

 + H2O  
  

## Előállítása
Az ε-kaprolaktám egyik legfontosabb gyártásmódja a ciklohexanon oximjából indul ki. (A ciklohexanon-oxim ciklohexanonból állítható elő a hidroxilamin kloridjával vagy hidrogénszulfátjával.) A ciklohexanon-oximból Beckmann-átrendeződés során képződik kaprolaktám. Ez a reakció tömény kénsav hatására játszódik le.

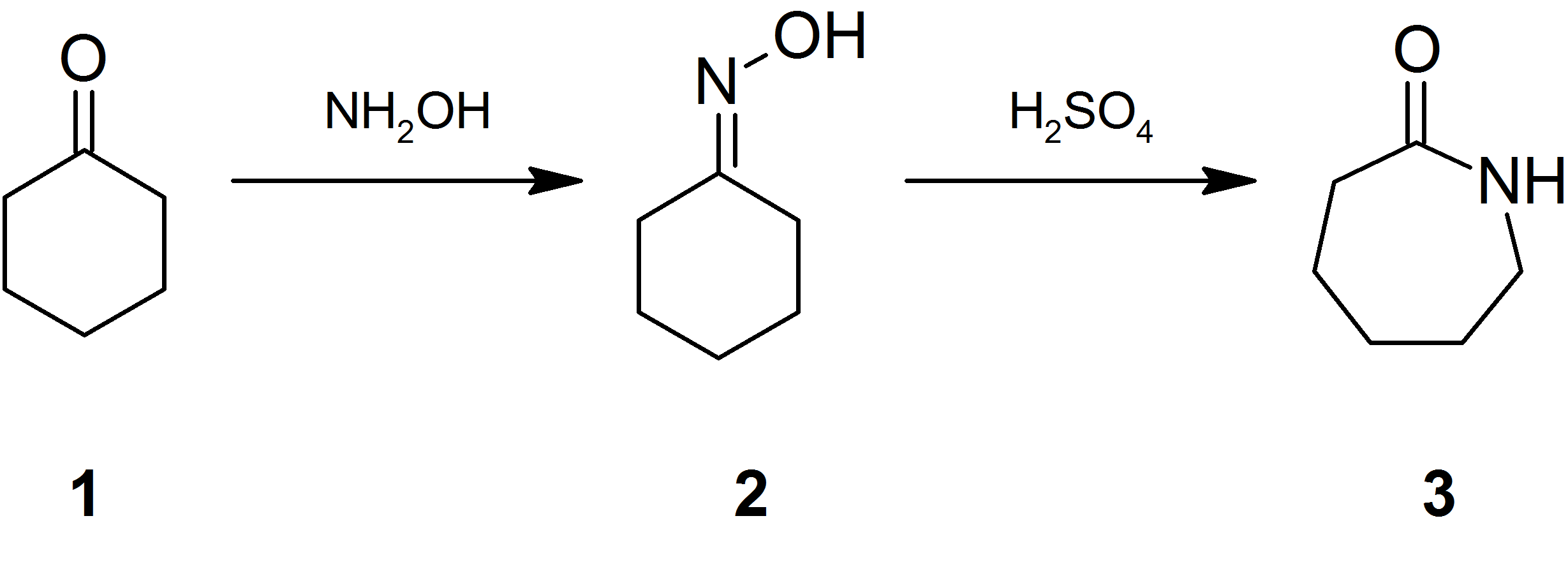
A kaprolaktám előállítása ciklohexanonból

## Felhasználása
A kaprolaktám fontos műanyagipari alapanyag. A poliaddíciójával poliamid típusú műanyagot (poliamid 6, nylon 6) gyártanak. A poliaddíció levegőtől elzártan megy végbe, nyomás alatt. A folyamat úgy kezdődik, hogy egy kaprolaktám-molekula vízzel reagál, a gyűrűje felnyílik (hidrolízis). Az ekkor képződő ε-amino-kapronsav újabb kaprolaktám-molekulával reagálhat. Felnyitja annak gyűrűjét és így egy dimer képződik. A dimer is reakcióba léphet egy kaprolaktámmolekulával, ekkor trimer jön létre, és így tovább.